# Bienvenu Neba
Bienvenu Neba ou Robert Bienvenu Neba à l'état civil, né le 20 juillet 1945 à Abidjan, en Côte d'Ivoire, est un homme de théâtre ivoirien. Il est également professeur de diction, directeur artistique, metteur en scène et réalisateur de cinéma. Il est le fils de Martin Néba, un commis des finances.

## Biographie
Bienvenu Néba fait ses études primaires à Dabou, puis  au Collège d'Orientation du Plateau de 1959 à 1963. Il découvre très tôt le théâtre à l'école et y consacre sa carrière. À l'issue de ses études secondaires, il opte pour l’École Nationale d'Art Dramatique d'Abidjan où il suit les cours de 1962 à 1965, puis à l'Institut National des Arts de 1966 à 1970. Il poursuit sa formation jusqu’en 1972, à l'Université internationale du théâtre à Paris, après obtention une bourse. Il a été également professeur d'Art Dramatique à l'École Nationale de Théâtre d'Abidjan. Acteur, il crée et joue plusieurs rôles dont les plus célèbres sont Monsieur Thogo Gnini de Bernard Dadié, Papa Bon Dieu de Louis Sapin, On passe dans huit jours de Sacha Guitry. Il a également été acteur dans divers films dont notamment Petanqui (1983), Ablakon (1985) et Le Mec idéal (2011). Il a aussi animé la troupe « Le Théâtre Ivoirien» de 1965 à 1966.

## Récompenses
Il est élevé à la distinction d'Officier du mérite culturel en 1991 et à celle de Commandeur de l’ordre du mérite national en 2001.

## Films
- - 1965 : Le Gentleman de Cocody. Figurations intelligentes.
  - 1965 : Film du Code Civil Ivoirien.
  - 1966 : Films pour le département audio-visuel du Ministère de l'Éducation Nationale de Côte d'Ivoire.
  - 1967 : Mouna ou le rêve d'un artiste.
  - 1968 : La femme au couteau.
  - 1973 : Abraham en Afrique.